# Col (vêtement)
Pour les articles homonymes, voir col.
Le col est le bord supérieur d'un vêtement, souvent une chemise, qui se rabat sur le cou.

## Histoire

### Sous l'Ancien régime
Le col apparaît au XVe siècle par un prolongement de la partie supérieure de la chemise qui se portait jusque-là comme sous-vêtement et se voulait donc invisible.
Ce vêtement d'aspect très classique est signe de simplicité. Durant la Renaissance, les hommes qui le portent sont des dévots, des protestants, des hommes lettrés et savants. 
À la cour de France, le col est à la mode durant les périodes austères. Sous l'influence puritaine du protestantisme, le col est porté dans les années 1550, avant d'être supplanté par la fraise qui le concurrence. Par opposition religieuse, le col est davantage porté par les protestants, mais avec le développement de la Contre-Réforme dans les années 1580, les catholiques reviennent au col. Celui-ci finit ainsi par s'imposer en France à la fin du règne d'Henri III et puis définitivement sous le règne de Louis XIII. 
Au XVIIe siècle, le col évolue par l'usage qu'en fait la noblesse. Il devient un vêtement de luxe qu'on agrémente de dentelle. Il s'agrandit et s'étale sur les épaules. On l'appelle alors le col rabattu. En fonction de la mode de la cour, sa dimension augmente ou se restreint, court dans les années 1640 et grand dans les années 1660. On appelle le rabat, le col qui s'étale sur tout le haut de la poitrine. Le rabat fera place à la cravate, importée par les mercenaires croates, sous Louis XIV.

#### AuXVIesiècle

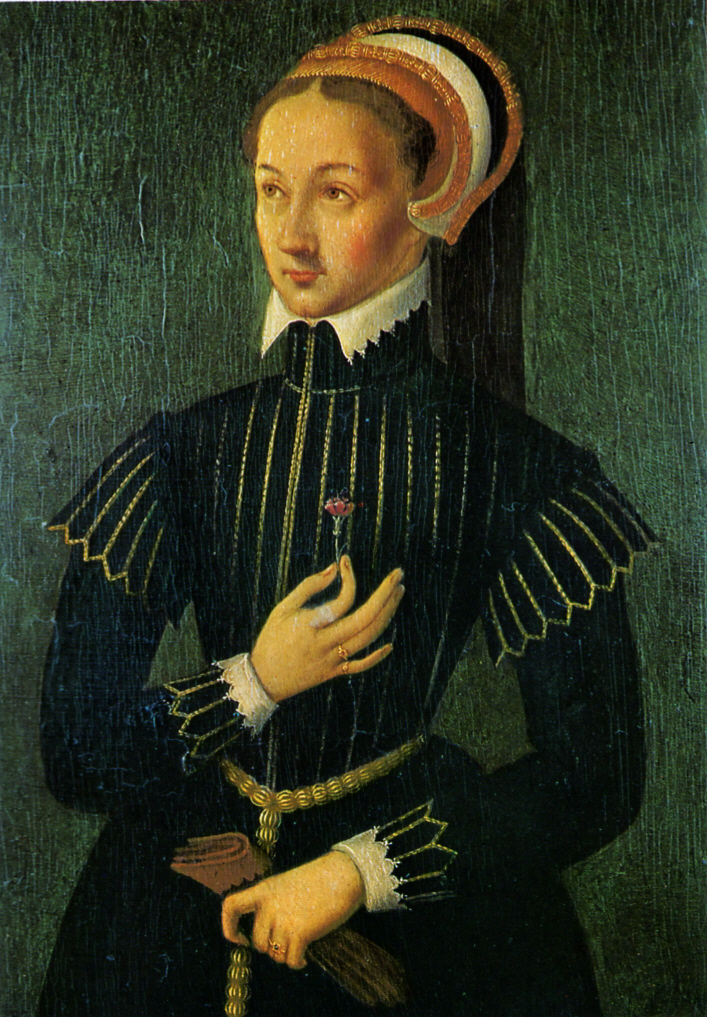
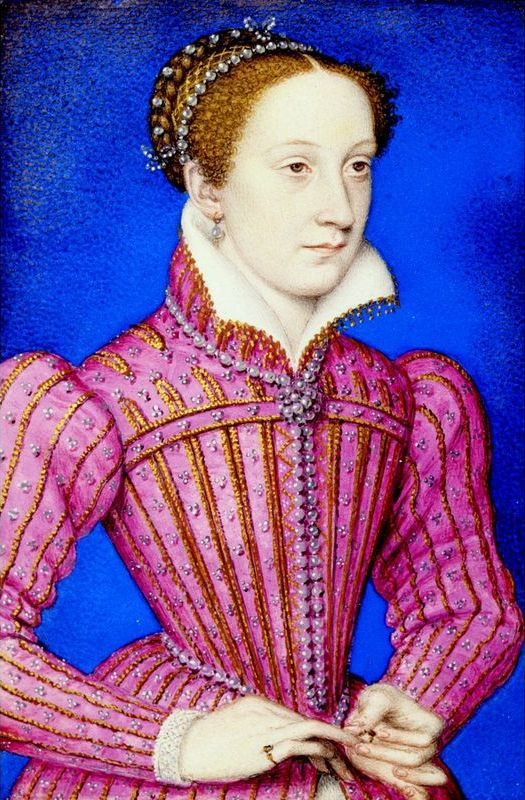
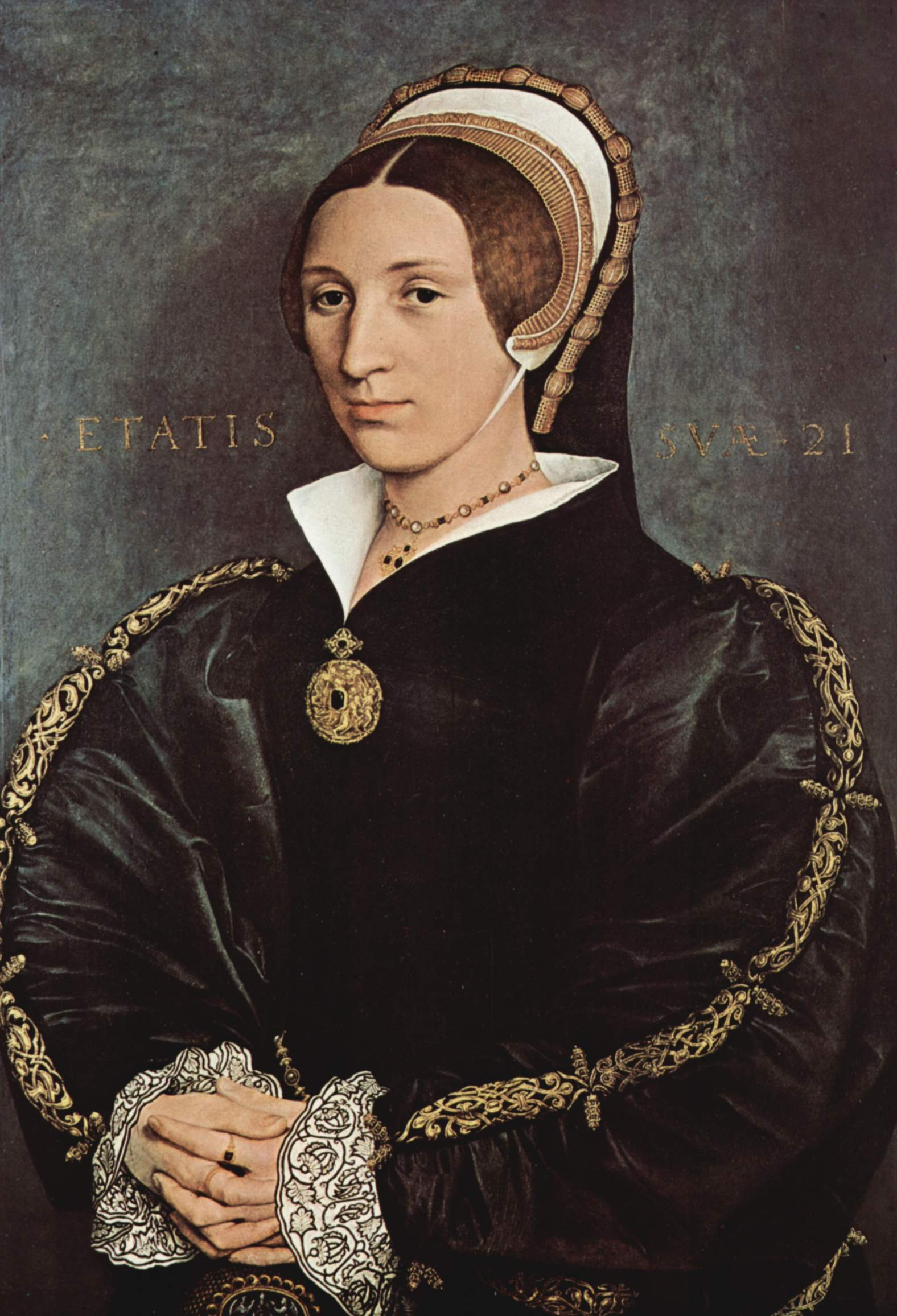
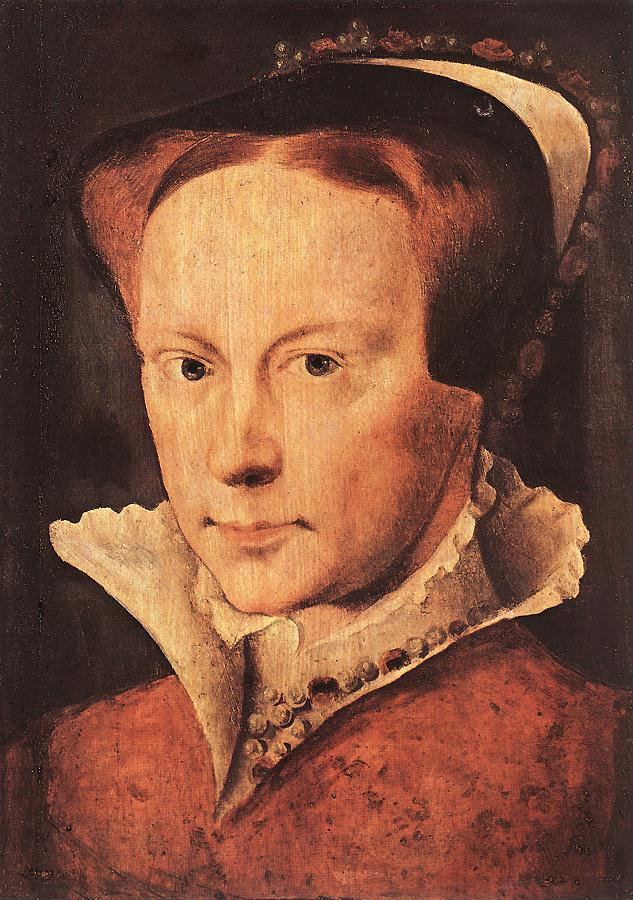

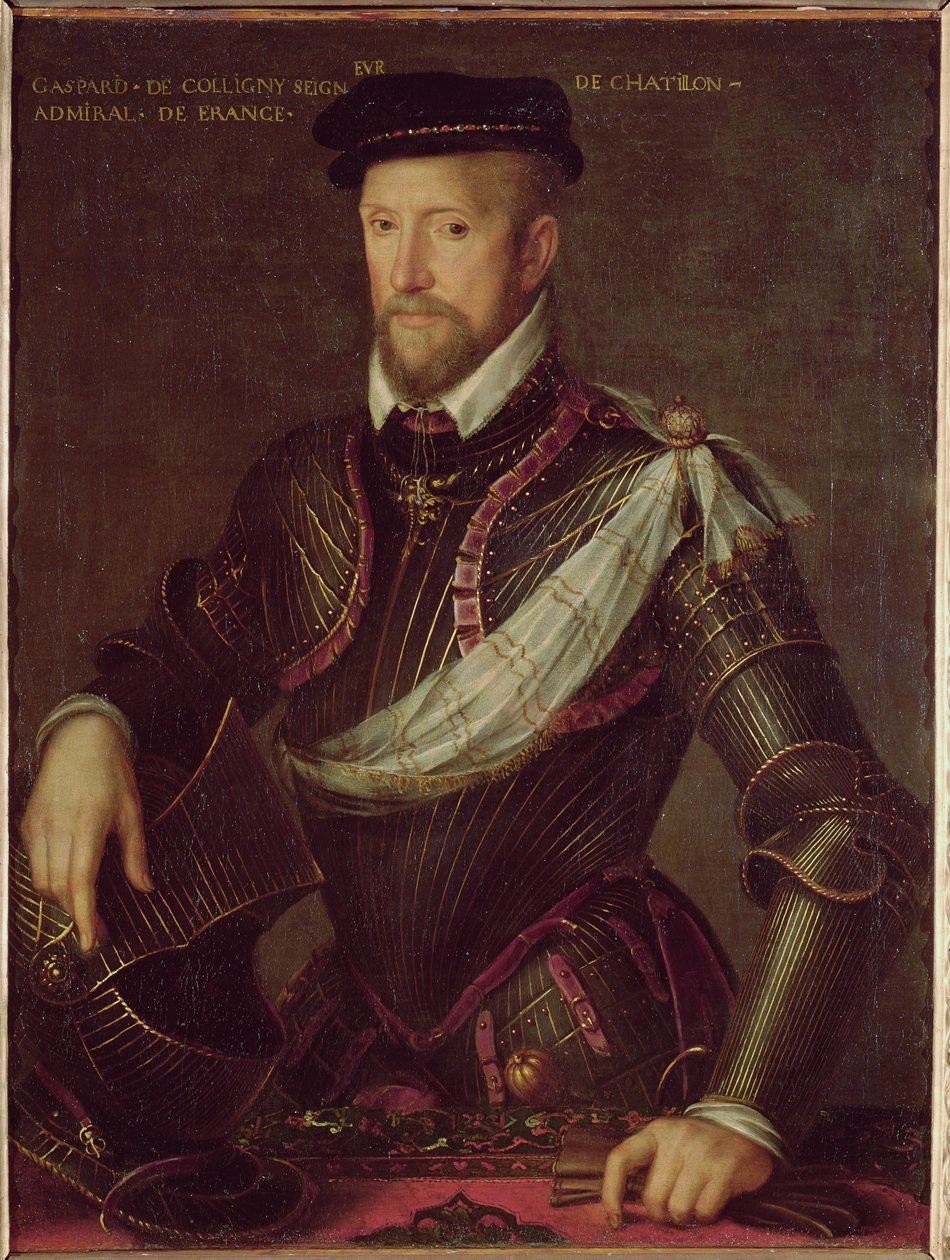
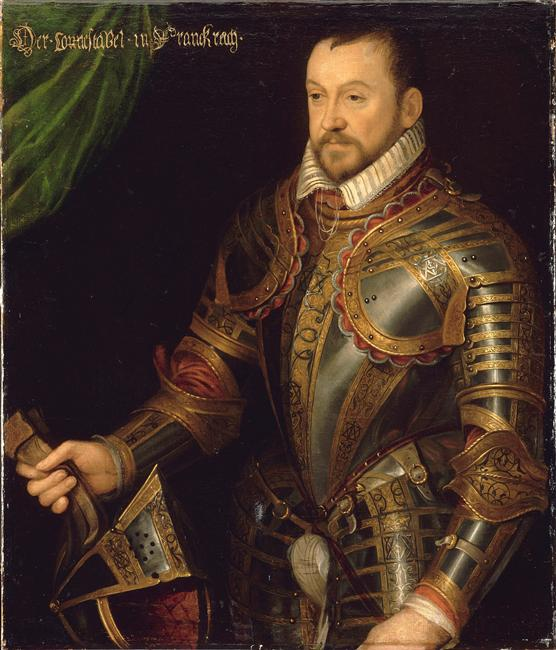
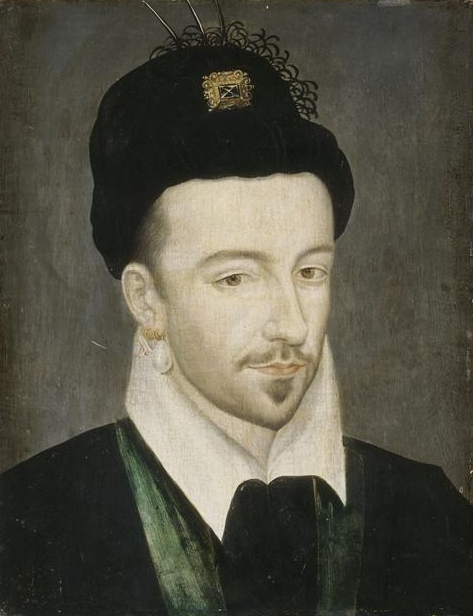
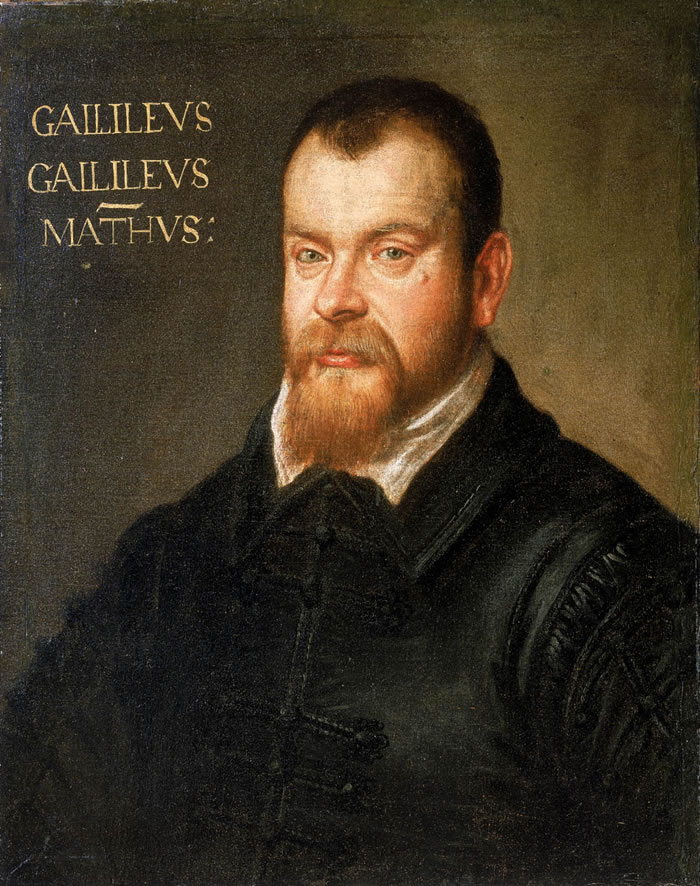

Milieu du XVIe siècle

#### AuXVIIesiècle

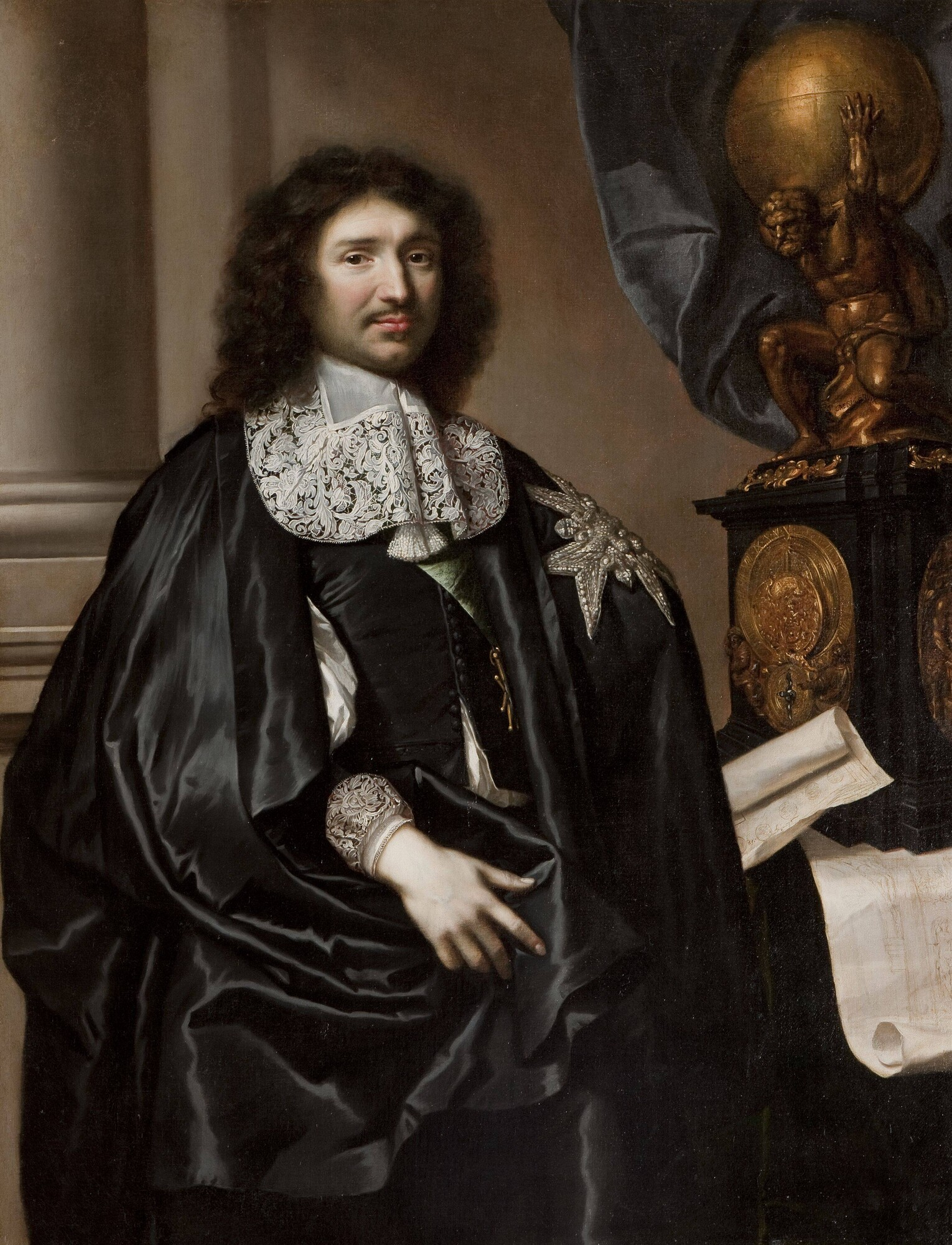
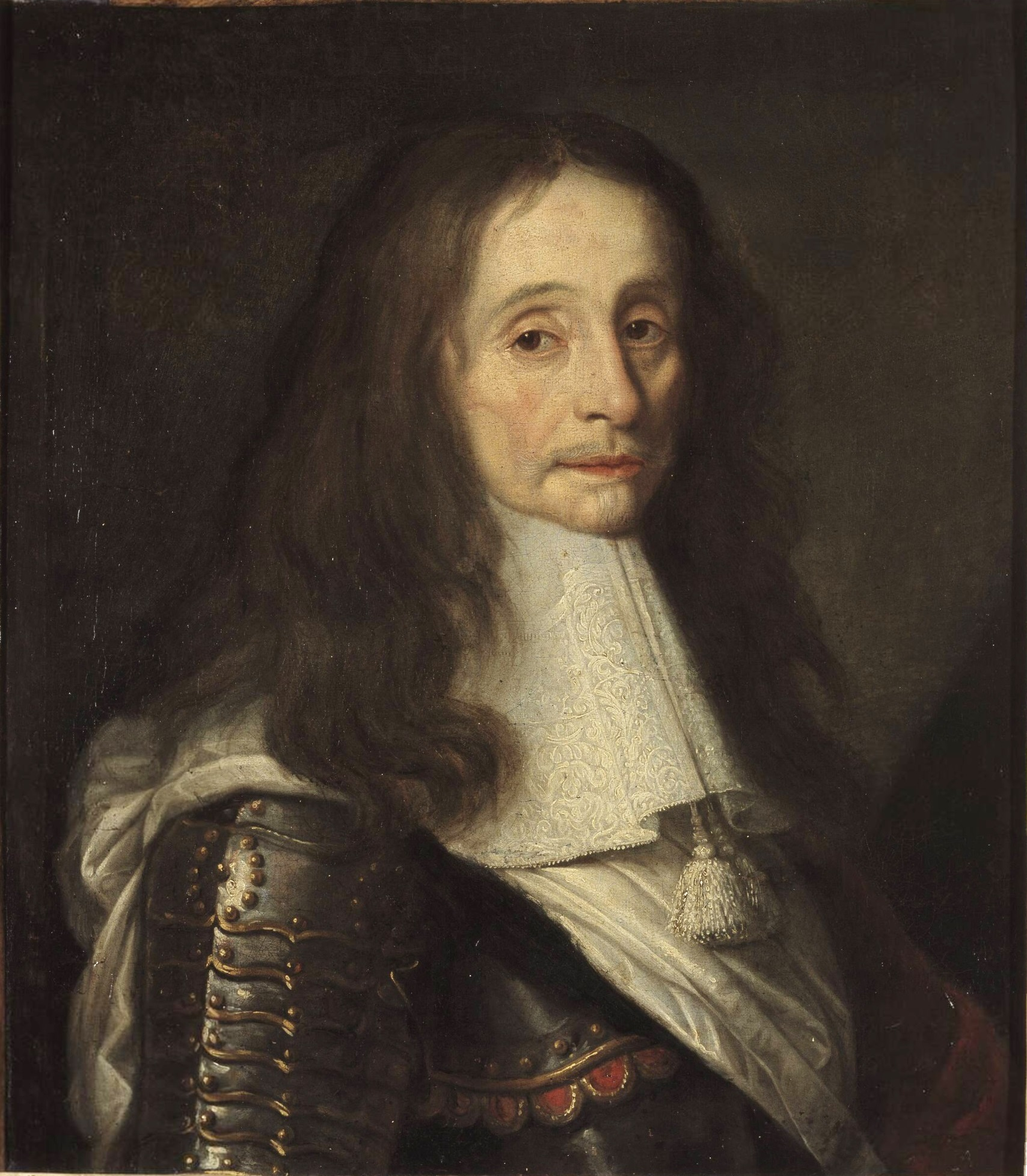
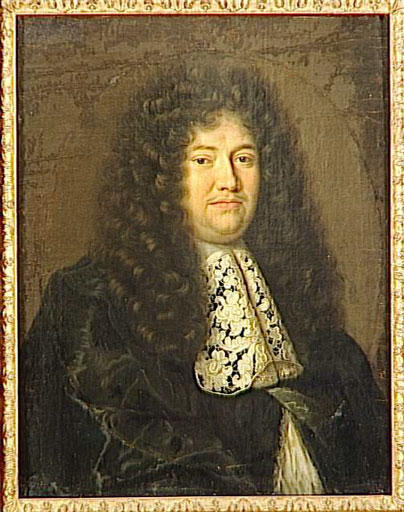

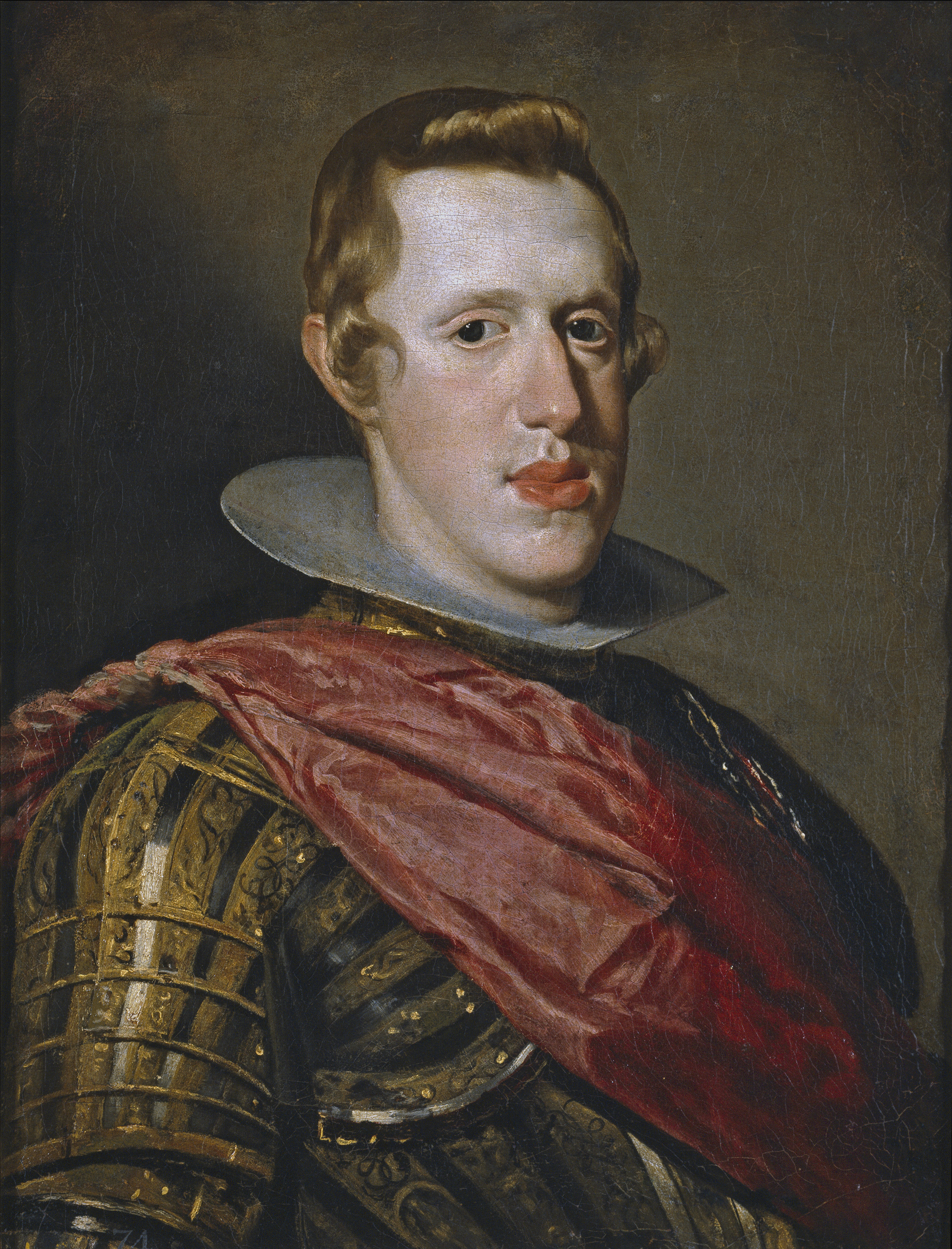
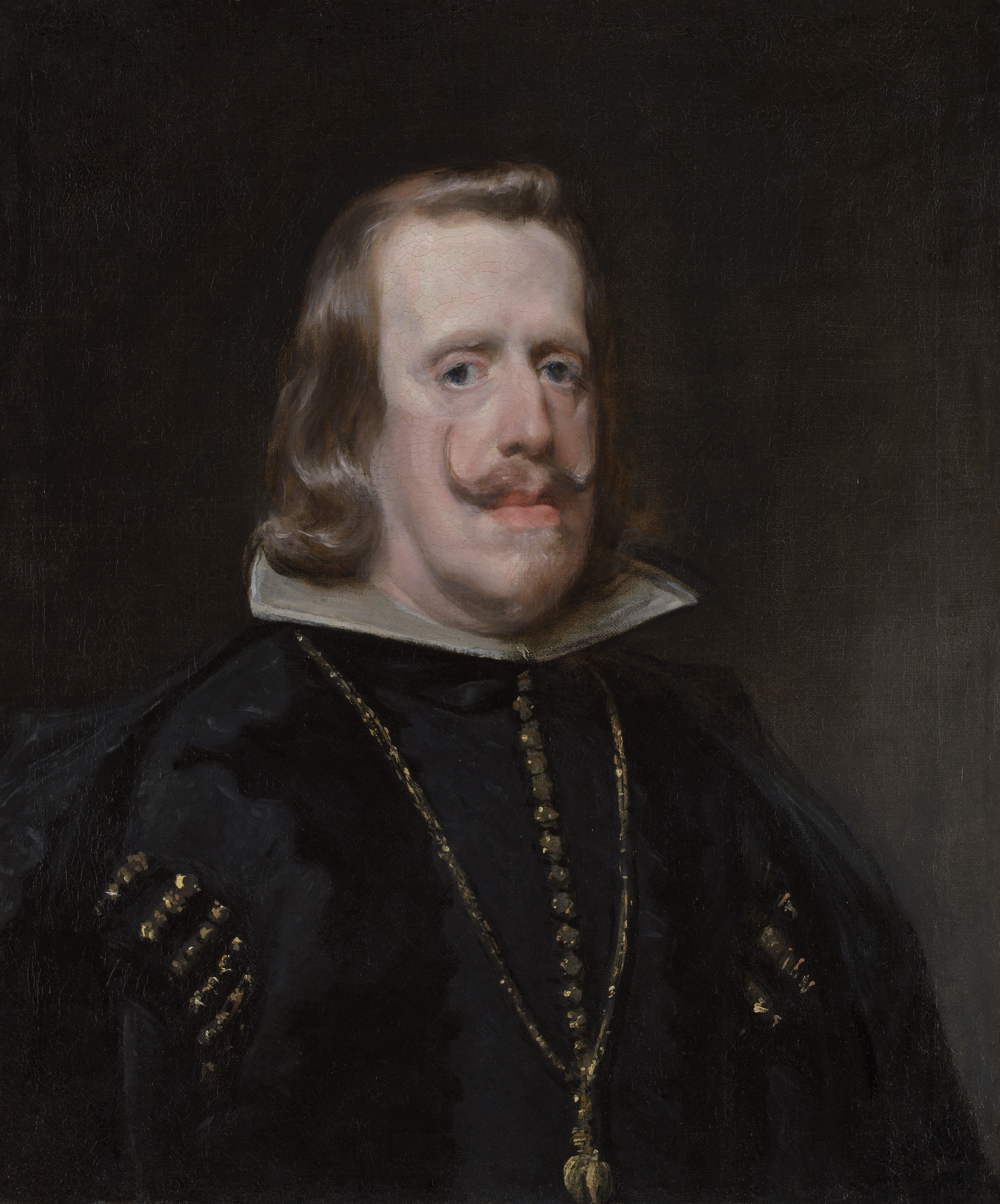
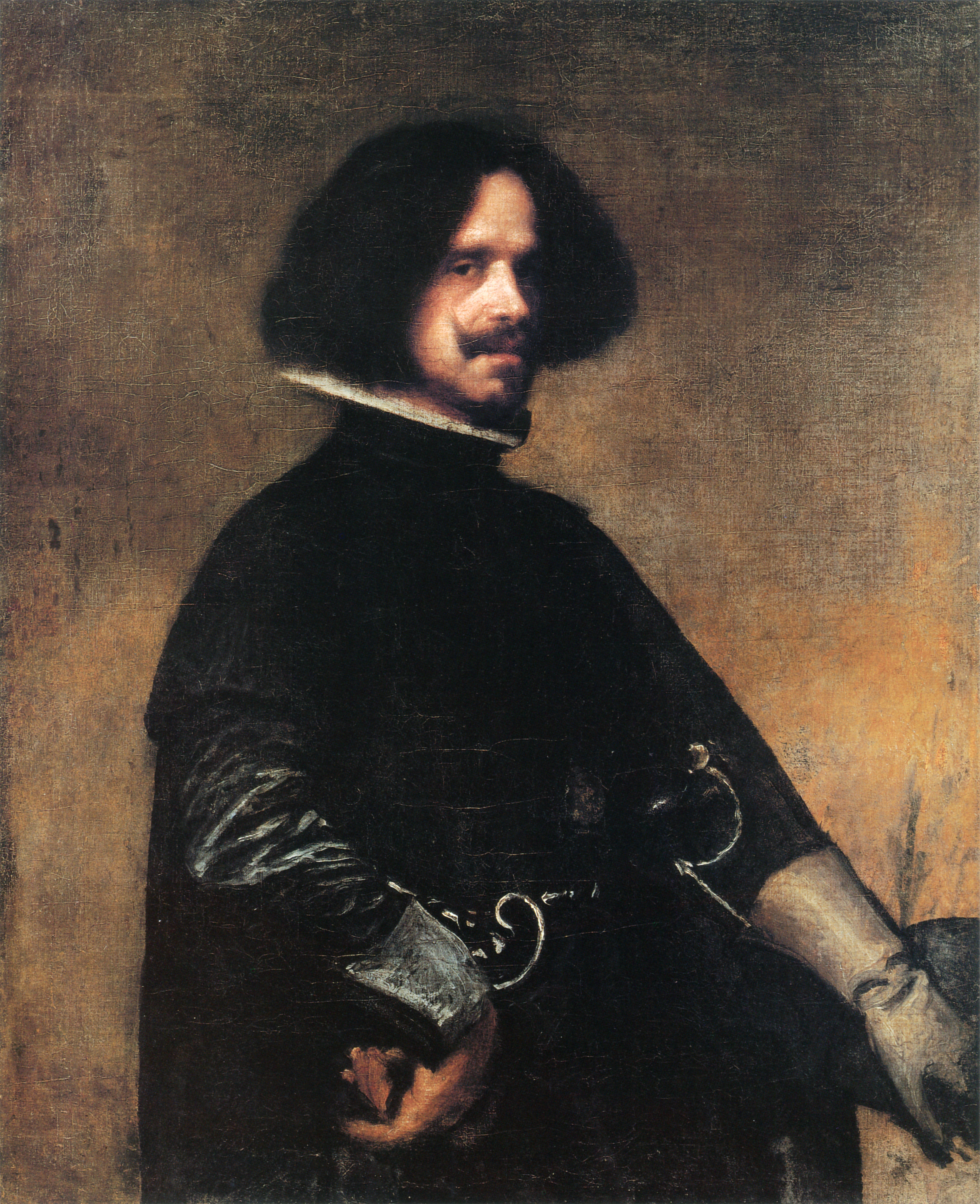
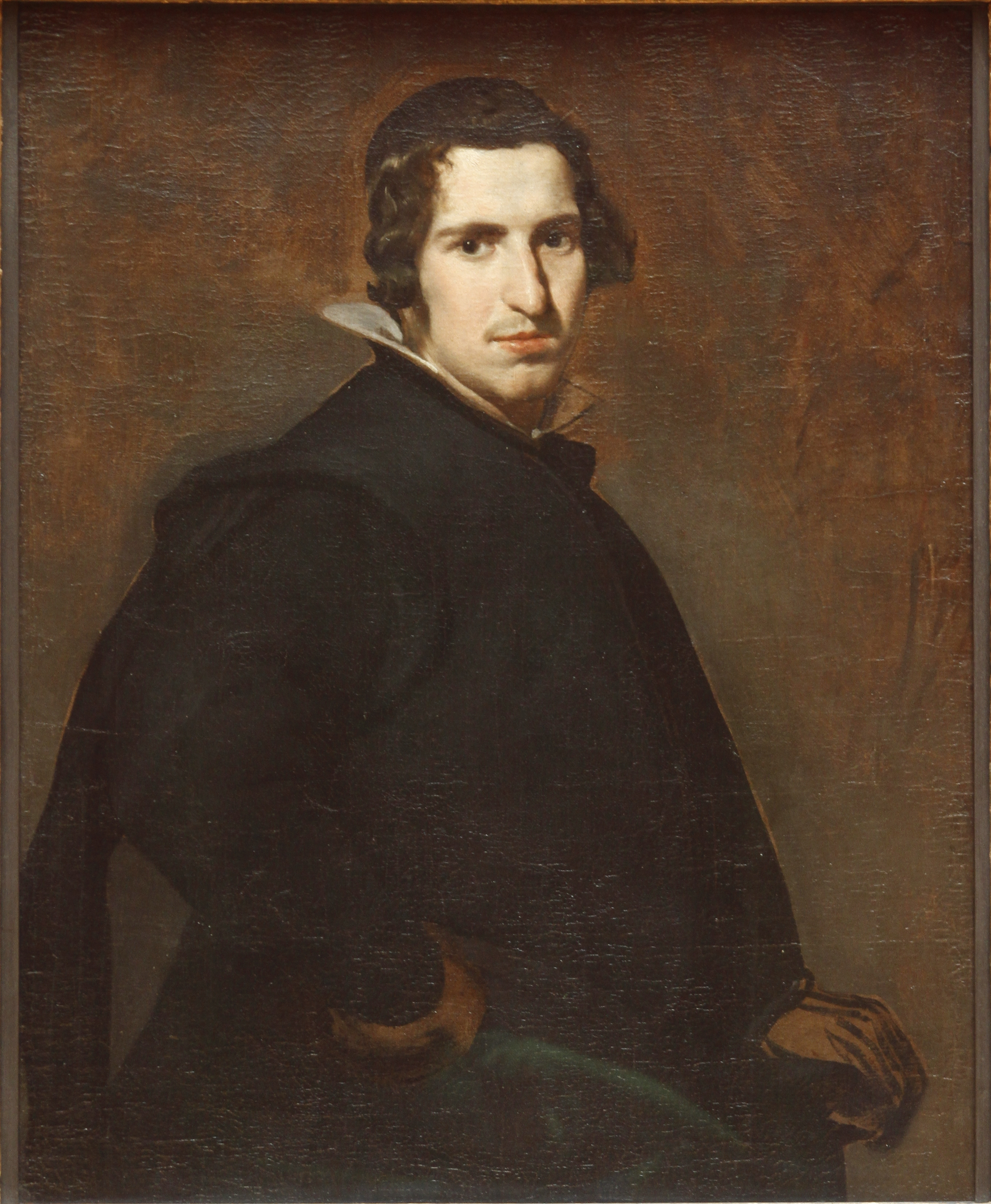

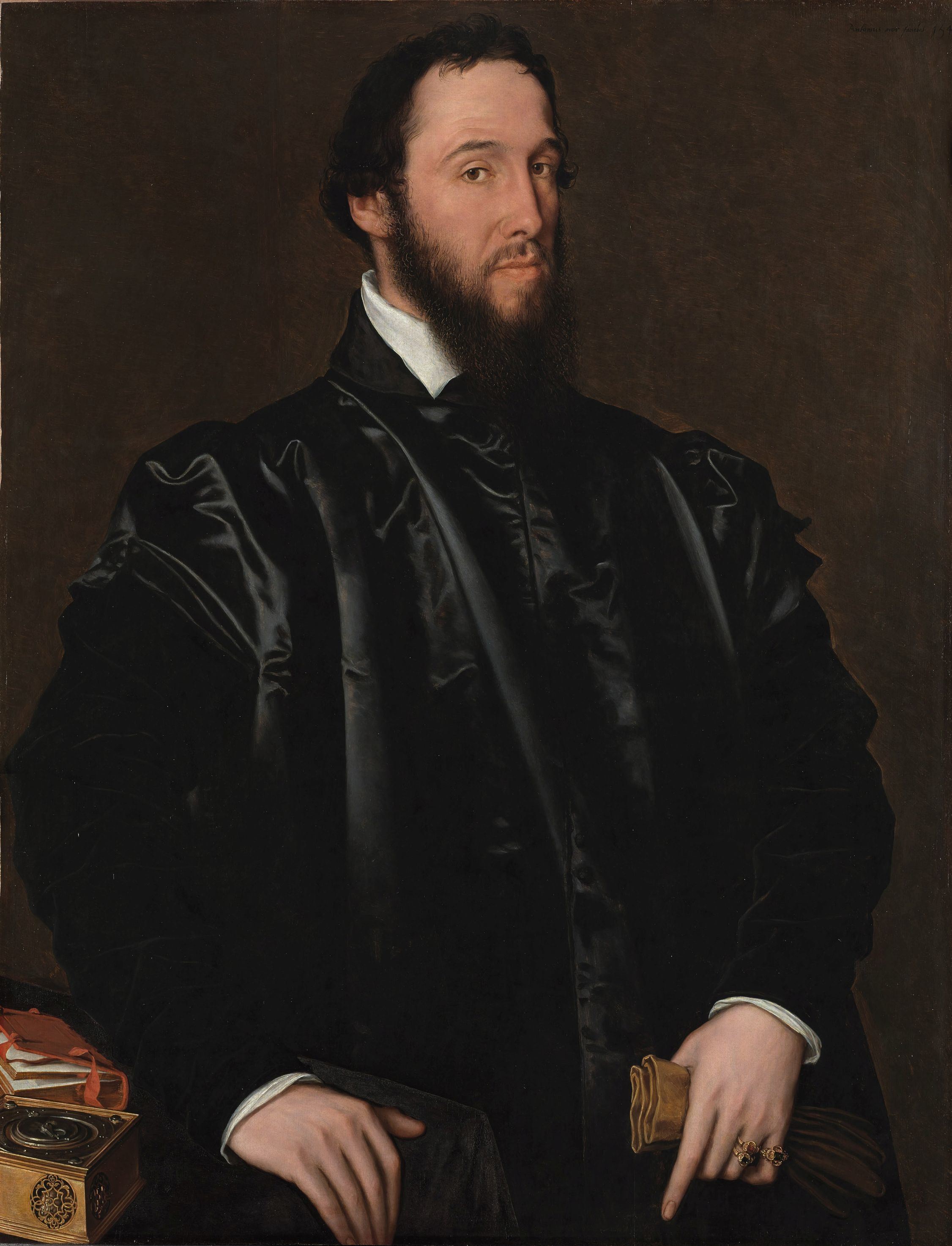
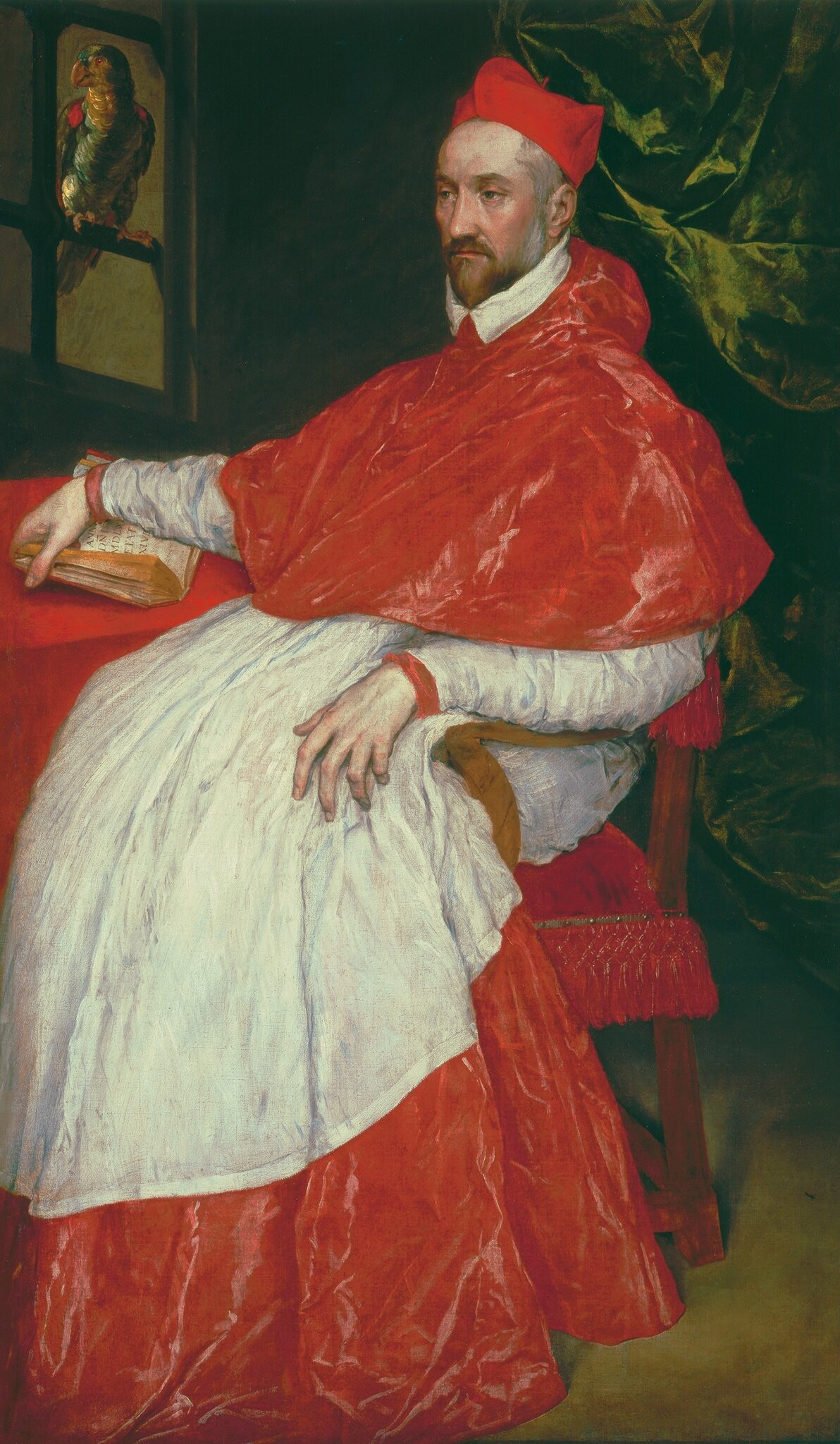
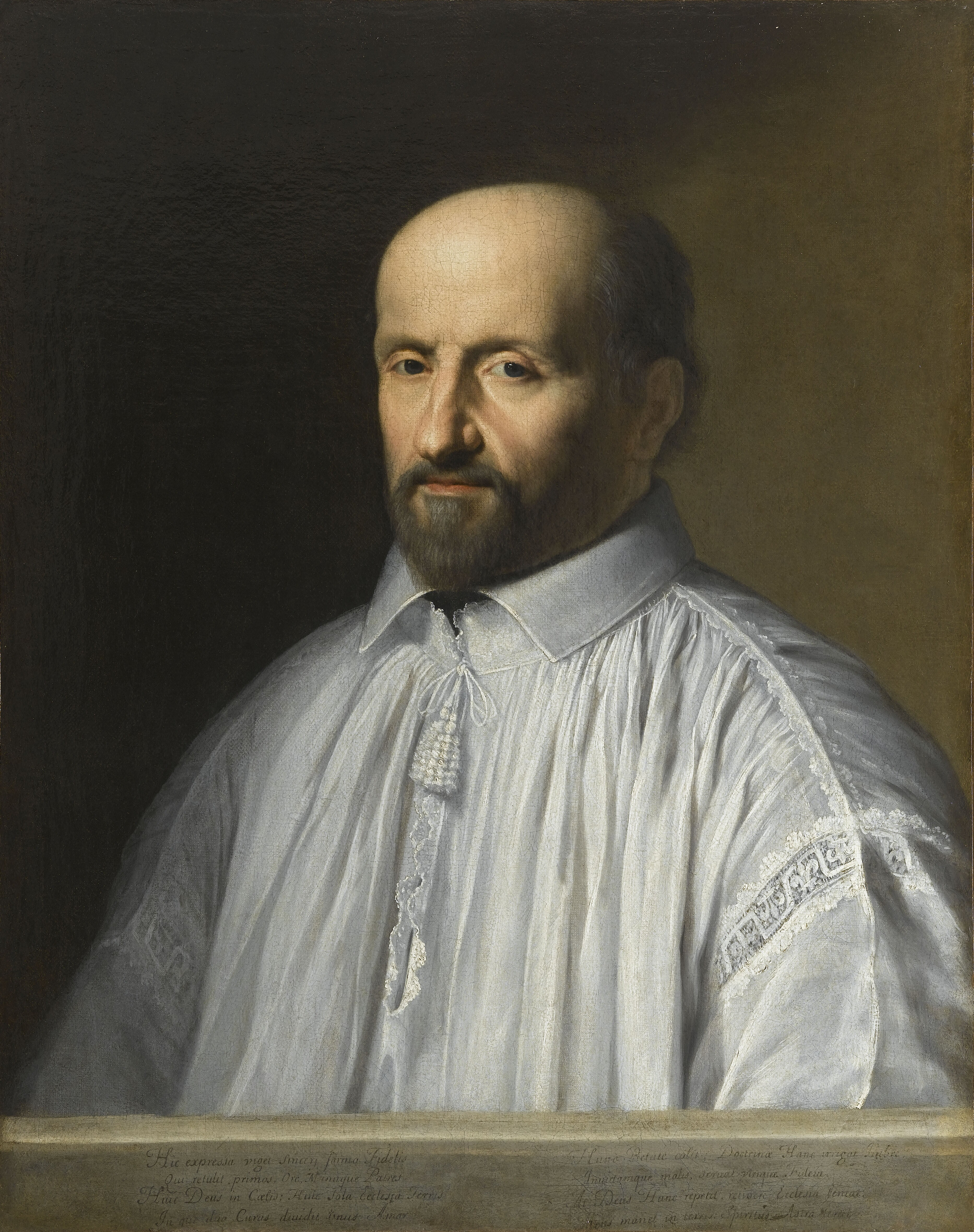
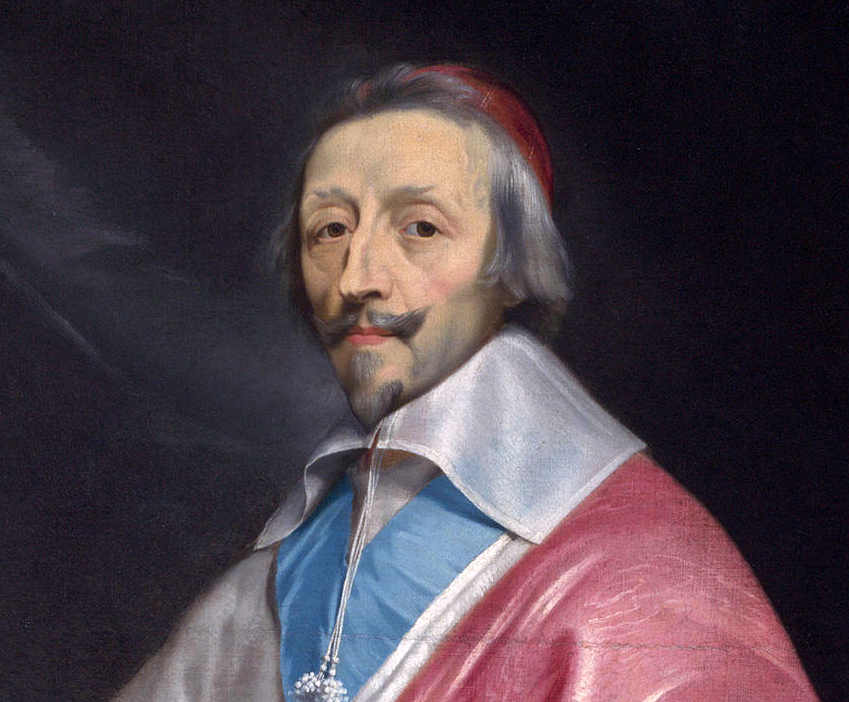

Époque Louis XIII (1610-1640)

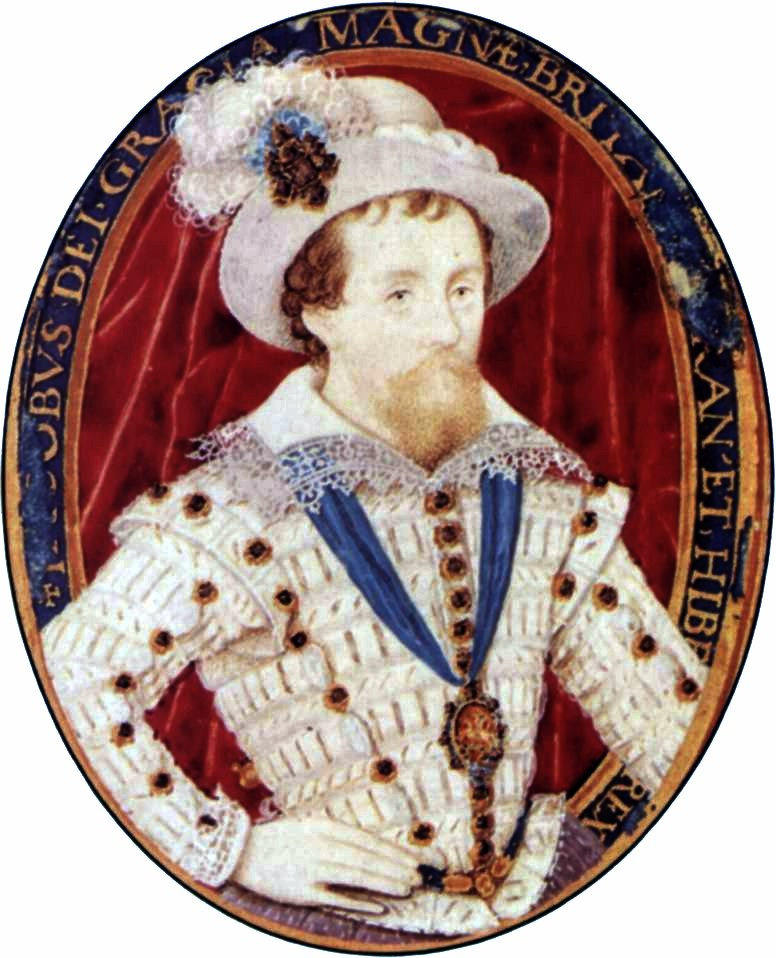
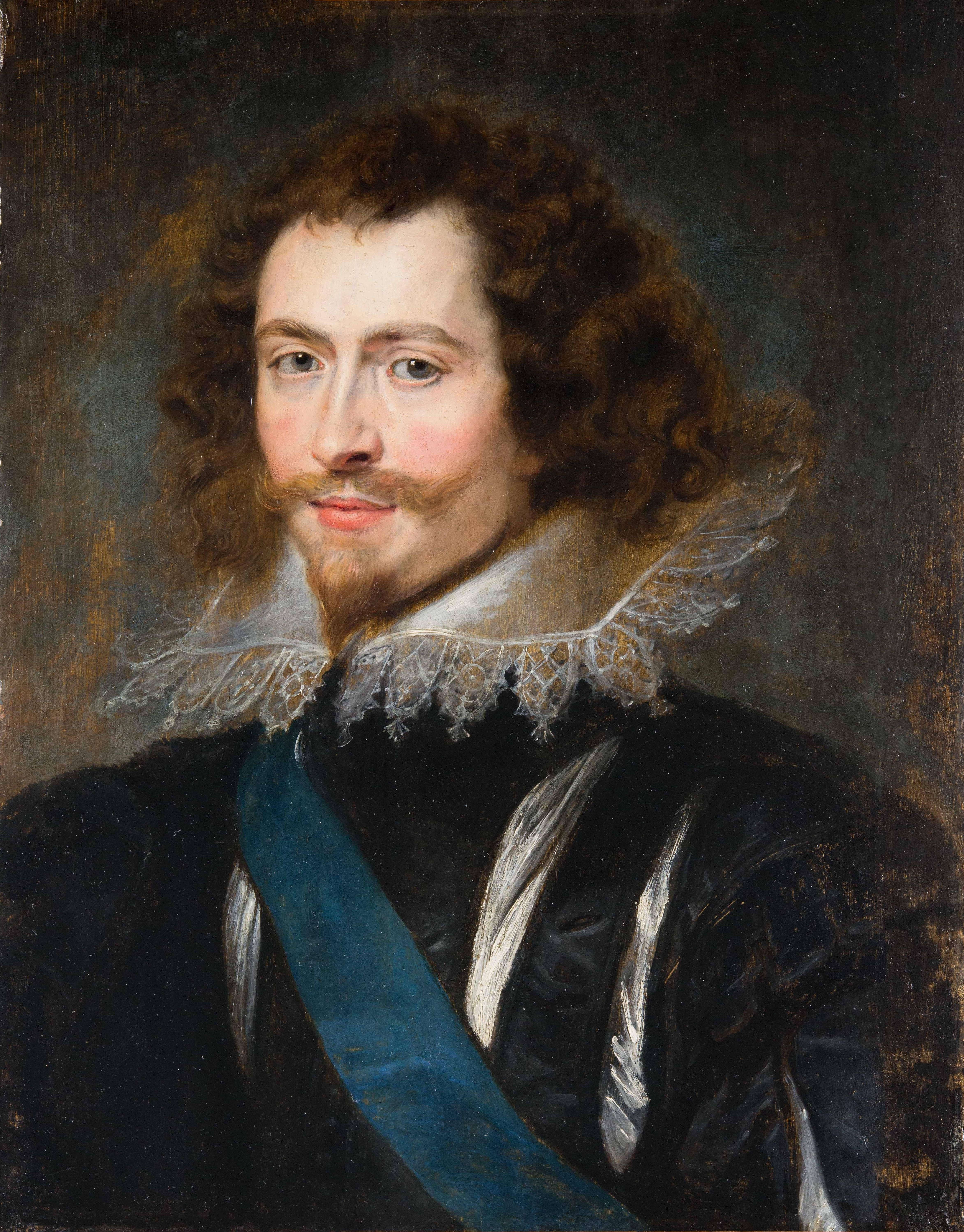
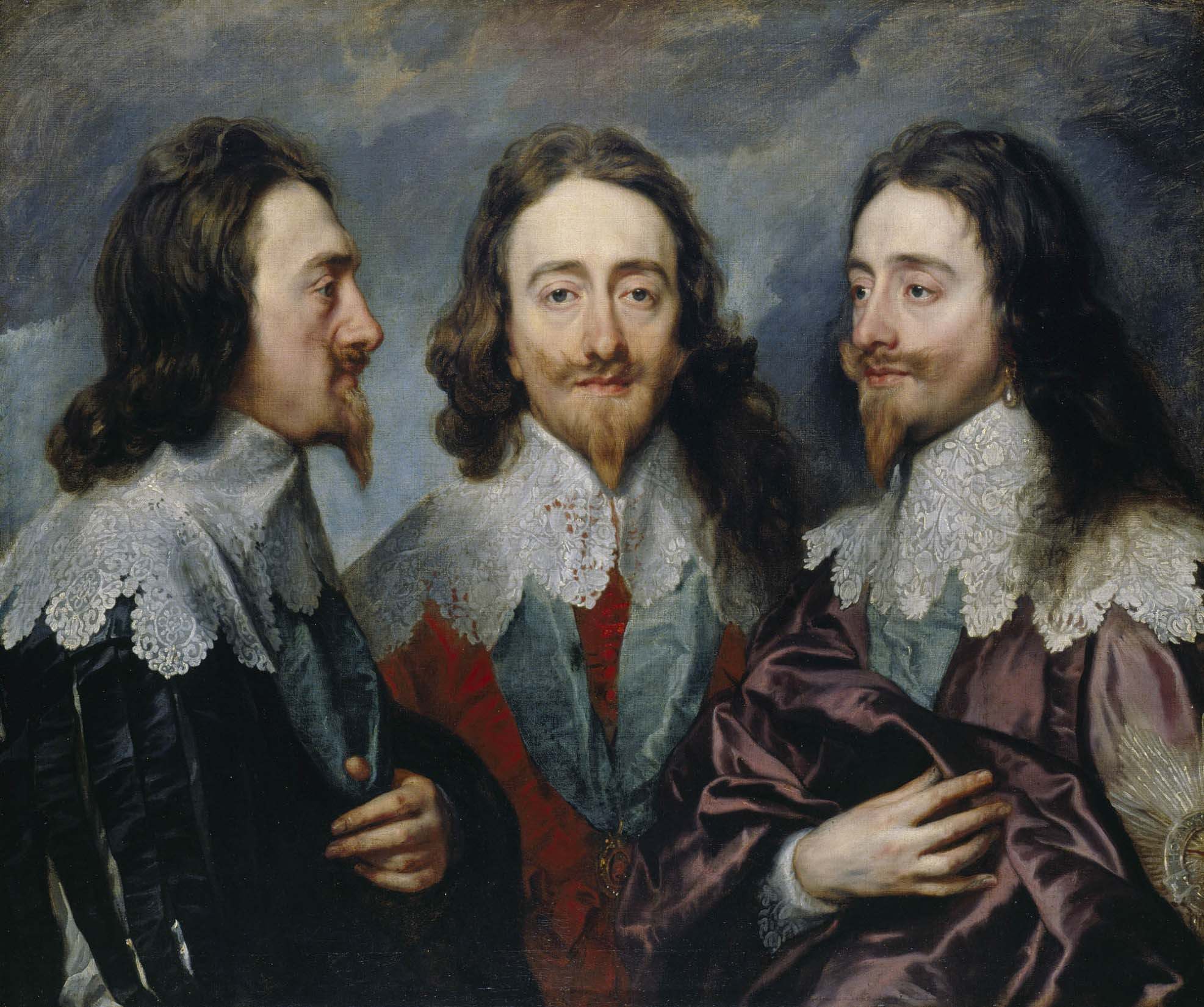
Triple portrait de Charles Ier, Antoine van Dyck
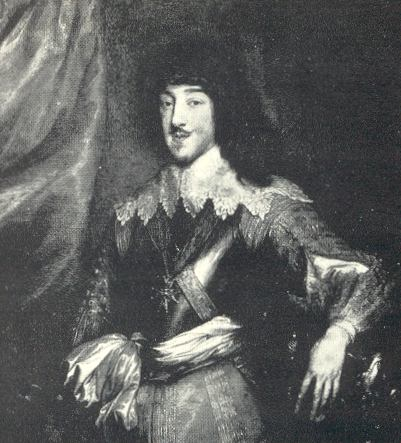

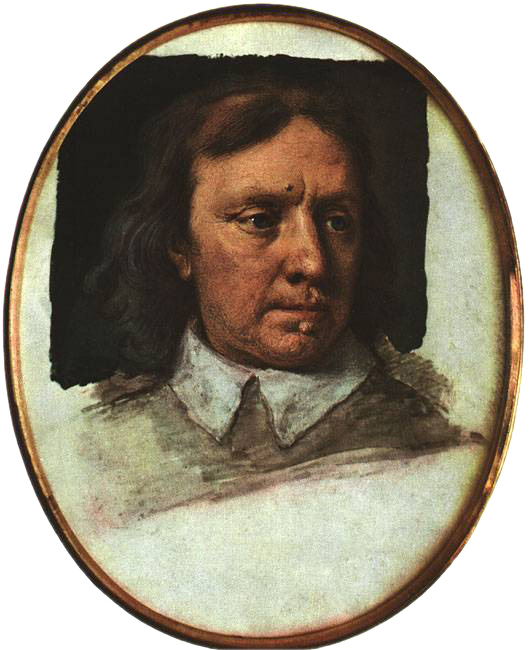
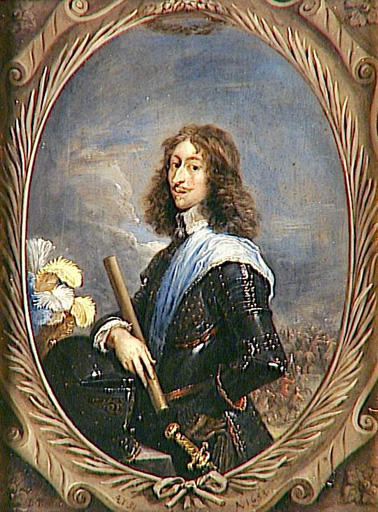
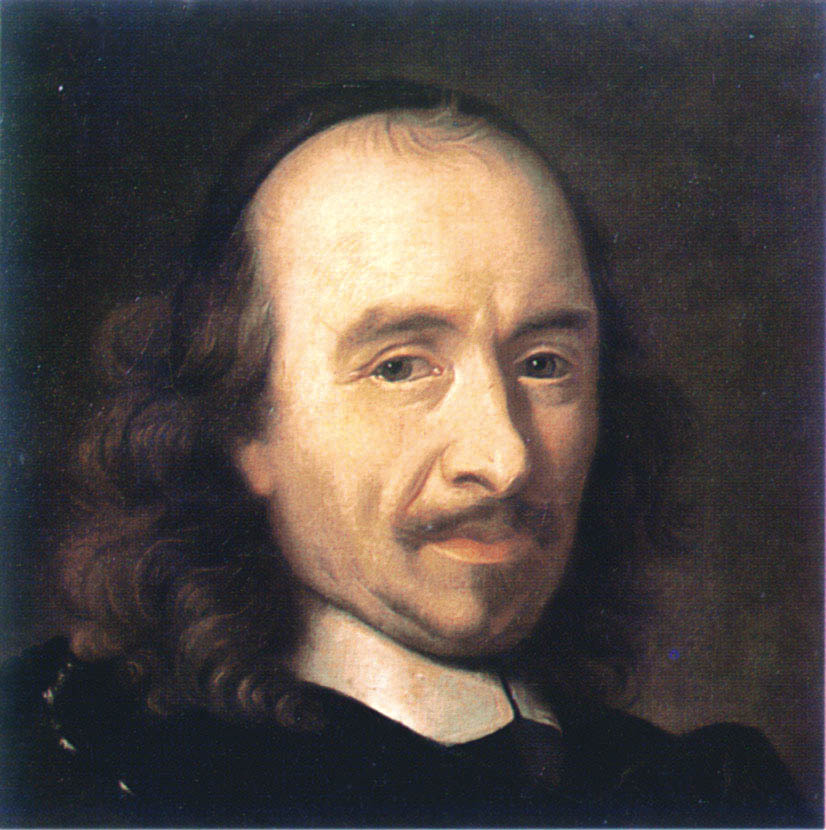
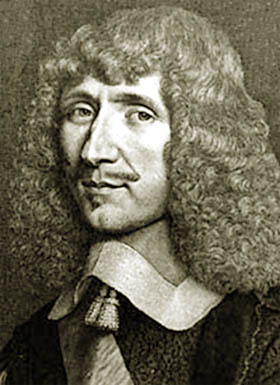

Époque puritaine (1645-1655)
Le rabat (1655-1665)
Le col espagnol
Ecclésiastiques

### À la période contemporaine
Vers 1820, à Troy (États-Unis), le col commence à être dissocié du corps de la chemise, afin de faciliter son lavage plus fréquent, développant en cela la pratique de l'amidonnage afin de le rigidifier. À la fin du XIXe siècle, le col cesse d'être un simple tube autour duquel les hommes enroulent une lavallière. La cravate (appelée alors « régate ») évolue et le col des chemises est modifié. La plupart des cols utilisés de nos jours datent des années 1910-1920, notamment grâce au travail des tailleurs anglais. Dans l'entre-deux-guerres, le port d'un faux col blanc sert à distinguer la classe sociale dirigeante, par opposition aux cols bleus de la classe ouvrière. Les modes évoluent et disparaissent, comme le col requin aux États-Unis dans les années 1940 ou le col pelle à tarte dans les années 1970,.

## Sortes de cols

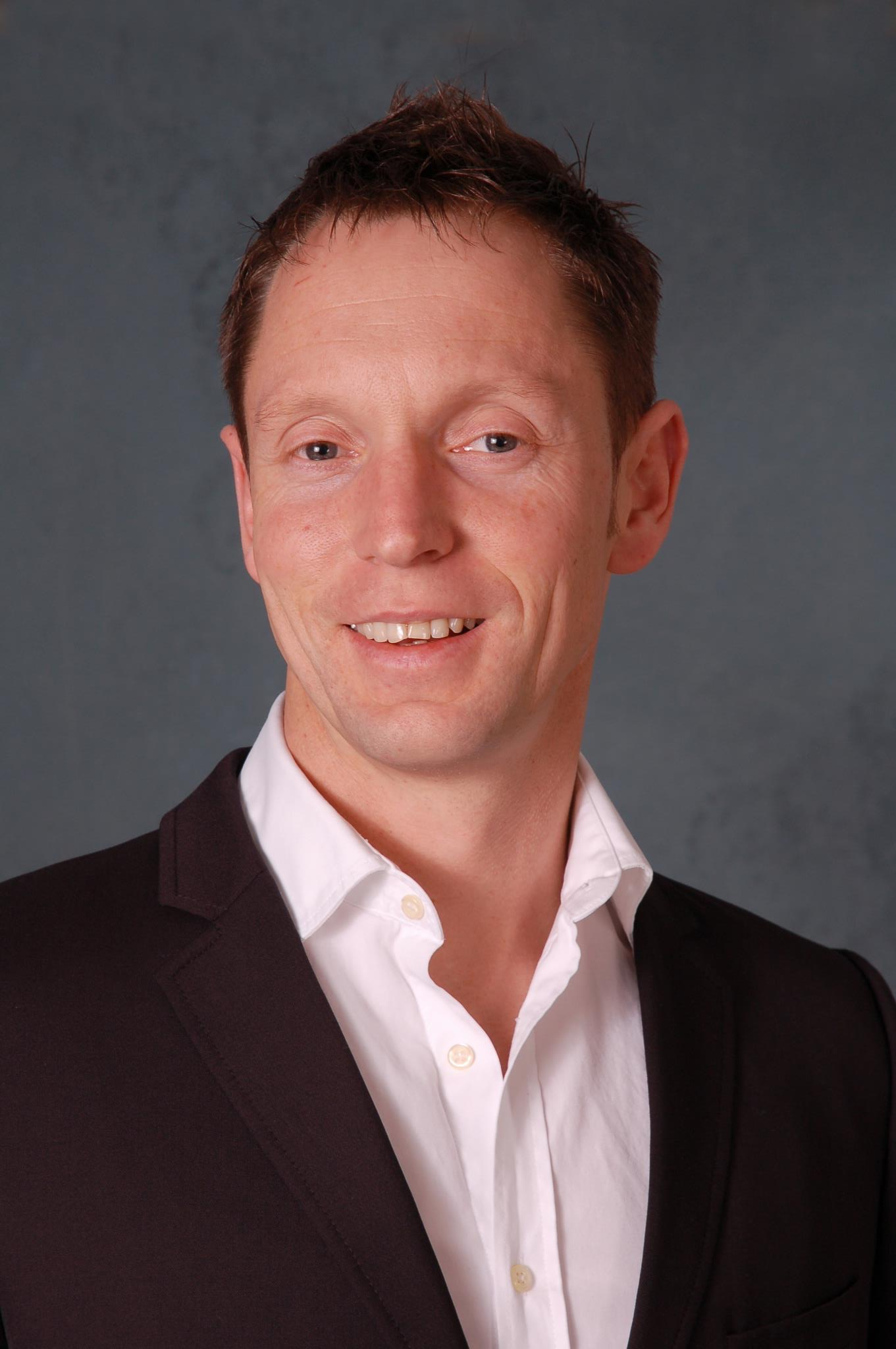
Col chemisier

- Col asymétrique : col dont les deux côtés n'ont pas la même forme.
- Encolure bateau : col large passant au ras du cou et se terminant en pointe sur les épaules.
- Col bénitier : col large faisant de nombreux plis qui forment un décolleté.
- Col boule : col ample avec plusieurs replis du tissu.
- Col camionneur : col muni d'une fermeture à glissière.
- Col cassé : col à revers court, uniquement à l'avant, et triangulaire (se porte généralement avec un nœud papillon sur les chemises des smokings et des queues de pie).
- Col châle : large col arrondi et tombant bas, sur les smokings et les robes de chambre par exemple.
- Col cheminée : petit col en tube sans bouton qui ne se roule et ne se plie pas.
- Col chemisier : col traditionnel à petit rabat triangulaire.
- Col Claudine : col avec rabat plat et arrondi posé autour d'une encolure posée au ras du cou[4].
- Encolure danseuse : large col rond dégagé sur les épaules.
- Encolure en V : col ouvert sur le devant en forme de V.
- Col lavallière : col muni d'un nœud à nouer.
- Col mandarin : col traditionnel chinois droit avec bouton devant dont les côtés peuvent se chevaucher ou au contraire rester entrouvert.
- Col Mao : petit col droit avec bouton devant au milieu qui monte sur le cou donc sans rabat et se porte le plus souvent fermé.
- Col marin : large col en carré qui se rabat dans le dos, souvent orné d'un galon et s'ouvre en V sur le devant.
- Col pelle à tarte : argot, pour désigner un col avec bouton et de très larges rabats, très à la mode dans les années 1970.
- Col officier : petit col droit sans rabat.
- Col à rabat : col à double pièce de tissu blanc tombant sur le devant.
- Col roulé : généralement sur les sous-pulls, un col en tube sans bouton qui se plie ou se roule sur lui-même.
- Col romain : col rigide, signe distinctif du clergé catholique
- Col tunisien : col fermé par une patte de boutonnage verticale jusqu’au milieu de la poitrine
- Wisk, col à bord cassé maintenu par une armature métallique.
- Col italien : col ouvert. L'ouverture peut être modérée (cut away) ou plus prononcée (full spread)[3].
- Col indien : ne permet pas de porter la cravate[3].
- Col fermé avec adjonction de deux petits boutons : il a été adopté au début du XXe siècle par les joueurs de polo car il ne se relevait pas au vent[3].
- Faux-col ou col amovible (Detachable collar), créé par Hannah Lord Montague

## Expressions
- Un « col blanc » désigne une personne travaillant dans un bureau.
- Un « col bleu » désigne :
  - Un ouvrier.
  - Un matelot de la Marine nationale.
- « La criminalité en col blanc » désigne les infractions commises par des employés et cadres supérieurs.
- « Se hausser du col » signifie chercher à se mettre en valeur, se vanter, être prétentieux.